# Favila av Asturien
Favila av Asturien, död 739, var kung av Asturien mellan 737 och 739.